# Christoph Gensch von Breitenau
Christoph Gensch von Breitenau, oprindelig Gensch (født 11. august 1638 i Naumburg, død 11. januar 1732 i Lübeck) var en dansk statsmand og politisk forfatter.

## Karriere
Han var søn af sachsisk landrichter i Zeitz Christoph Gensch og Hustru Maria Fuchs. Efter at have studeret lovkyndighed ved universitetet i Leipzig udnævntes han til hovmester for den unge hertug Rudolf Frederik af Nørborg og nogen tid efter til hans moder, enkehertuginde Eleonores "Witthumsrath und Hofmeister". Da det lille hertugdømme på Als imidlertid kom til konkurs, udnævntes han 1667 til hofråd hos hertug Joachim Ernst af Plön, som netop dengang havde fortrinlig brug for statsretlig hjælp i sin indviklede strid med "de regerende Hertuger", det vil sige kongen og hertugen af Gottorp, om arvefølgen i Oldenborg og Delmenhorst, hvis sidste greve lige var død. Gensch indså snart, at hertugens sag næppe ville kunne vindes ad rettens vej alene, og han fik derfor udvirket hemmelige forhandlinger med kongen, hvis rådgivere, Frederik Ahlefeldt og Peder Schumacher, ligeledes var kommet til det resultat, at et magert forlig her var at foretrække for en fed proces. Således sluttedes forliget af 1671 mellem kongen og Plön med forbigåelse af gottorperne: Grevskaberne tilfaldt kongehuset mod vederlag i lensgods på Als og Ærø. Dette forlig trådte i kraft 1676, efter at Rigshofrettens dom havde givet hertugen af Plön ret i arvefølgestriden. Ved gennemførelsen af hele denne sag, både juridisk og politisk, havde Gensch ikke blot lagt overlegne evner for dagen, men var tillige trådt i et så fjendtligt forhold til Gottorp, at det gav hele hans senere liv og virksomhed sin karakter. 
Kong Christian V udnævnte ham 1678 til sin råd "von Haus aus", det vil sige uden at tage ophold i hans lande, og da han senere helt opgav sin stilling i Plön, udnævntes han til kansler i Oldenborg og blev adlet med navnet Breitenau (1681). Han var fra nu af i mange år en meget betroet rådgiver i statsretlige spørgsmål, ligesom han jævnlig brugtes i diplomatiske ærinder; således lå han 1682-83 ved kredsdagen, 1685-87 var han afsending i Wien, førte derpå forhandlingerne med Gottorp, som endte med forliget i Altona (1689), osv. Kong Frederik IV kaldte ham ved Rentekammerets omdannelse til hovedstaden og udnævnte ham selv tredje til deputeret ved finanserne (1700), fra hvilken stilling han dog snart igen forløvedes for at gå tilbage til Oldenborg som præsident for General-Lands-Kommissionen, der indførte landmilitsen. Han udnævntes nu til Ridder af Dannebrog (28. august 1701) og trak sig tilbage fra al embedsvirksomhed, medens han tog bolig i Lübeck som pensioneret dansk gehejmeråd. I denne stilling forblev han til sin død, 11. januar 1732, over 93 år gammel.

## Forfatter
Foruden den nævnte embedsvirksomhed udfoldede Breitenau et utrætteligt litterært arbejde i statsretlige stridsskrifter mod Danmarks fjender, særlig gottorperne. Han oplyste herved de indviklede lens- og familieforhold, hvis sammenhæng var ved at gå i glemme, på en sådan måde, at kampen bestandig kunne holdes gående, indtil de politiske forhold begunstigede en afgørelse. Disse skrifter, der selvfølgelig ikke var fri for trættende gentagelser, ligesom de fremkaldte lige så mange indlæg fra modsat side, begyndte fra Den Skånske Krigs tider og fortsattes til ind i det følgende århundrede, da Christoff Heinrich Amthor overtog fortsættelsen. I de plönske stridigheder optrådte han endnu 1724 med et værdifuldt indlæg, og for Hamborgs afhængighed af de holstenske hertuger kæmpede han lige til det sidste. 
Det var en selvfølge, at alle kongens arkiver stilledes til hans rådighed til disse arbejder; han samlede efterhånden næsten alt, hvad der vedkom hans undersøgelser, i original eller afskrift, og det var meget vanskeligt at få ham til at tilbagelevere det. 1715 sendtes således gehejmearkivaren Frederik Rostgaard til Lübeck med en kongelig ordre og fik i henhold til den afleveret en hel samling aktstykker; men det blev ikke des mindre nødvendigt endnu 1731 at sende to regeringsråder fra Glückstadt til ham i samme ærinde. Et andet vidnesbyrd om sin ualmindelige lærdom efterlod han sig i et kolossalt bibliotek, hvis katalog fylder tre kvartbind. Også som tysk salmedigter vandt han anerkendelse.

## Ægteskaber
Han havde 1668 på Østerholm (Als) ægtet hertugindens kammerfrøken Agnese von Rohr, der døde barnløs 
1680. Året efter ægtede han i Plön hoffrøken Anna Sibylla von Brandenstein, der ligeledes døde barnløs 1701. Han oprettede en latin- og borgerskole i Plön; det store bibliotek gik med hans øvrige formue i arv til hans slægtning, konferensråd Alexander Thielemann von Heespen. 